# Campeonato Europeu de Patinação Artística no Gelo de 2006
O Campeonato Europeu de Patinação Artística no Gelo de 2006 foi a nonagésima oitava edição do Campeonato Europeu de Patinação Artística no Gelo, um evento anual de patinação artística no gelo organizado pela União Internacional de Patinação (em inglês:  International Skating Union) onde os patinadores artísticos competem pelo título de campeão europeu. A competição foi disputada entre os dias 17 de janeiro e 22 de janeiro, na cidade de Lyon, França.

## Eventos
- Individual masculino
- Individual feminino
- Duplas
- Dança no gelo

## Medalhistas
| Evento                        | Ouro                                        | Prata                                        | Bronze                                           |
| Individual masculino detalhes | Evgeni Plushenko · Rússia                   | Stéphane Lambiel · Suíça                     | Brian Joubert · França                           |
| Individual feminino detalhes  | Irina Slutskaya · Rússia                    | Elena Sokolova · Rússia                      | Carolina Kostner · Itália                        |
| Duplas detalhes               | Tatiana Totmianina · Maxim Marinin · Rússia | Aliona Savchenko · Robin Szolkowy · Alemanha | Maria Petrova · Alexei Tikhonov · Rússia         |
| Dança no gelo detalhes        | Tatiana Navka · Roman Kostomarov · Rússia   | Elena Grushina · Ruslan Goncharov · Ucrânia  | Margarita Drobiazko · Povilas Vanagas · Lituânia |

## Resultados

### Individual masculino

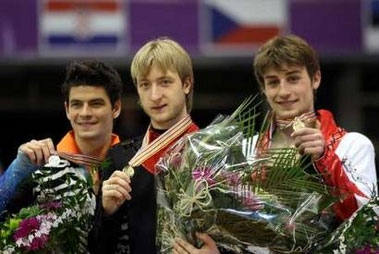
Pódio da competição individual masculina, da esquerda para direita: o suíço Stéphane Lambiel (prata); o russo Evgeni Plushenko (ouro); e o francês Brian Joubert}} (bronze).

| Medalha de ouro                                       | Evgeni Plushenko     | Rússia              | 245.33 | 82.80 (1)  | 162.53 (1)  |
| Medalha de prata                                      | Stéphane Lambiel     | Suíça               | 228.87 | 74.73 (3)  | 154.14 (2)  |
| Medalha de bronze                                     | Brian Joubert        | França              | 222.95 | 77.85 (2)  | 145.10 (3)  |
| 4                                                     | Frédéric Dambier     | França              | 200.16 | 71.21 (4)  | 128.95 (5)  |
| 5                                                     | Ilia Klimkin         | Rússia              | 197.42 | 64.10 (8)  | 133.32 (4)  |
| 6                                                     | Alban Préaubert      | França              | 190.18 | 69.08 (5)  | 121.10 (8)  |
| 7                                                     | Kevin van der Perren | Bélgica             | 182.32 | 59.98 (11) | 122.34 (7)  |
| 8                                                     | Silvio Smalun        | Alemanha            | 181.73 | 63.88 (9)  | 117.85 (9)  |
| 9                                                     | Gheorghe Chiper      | Romênia             | 181.51 | 66.46 (6)  | 115.05 (11) |
| 10                                                    | Tomáš Verner         | República Tcheca    | 178.26 | 66.13 (7)  | 112.13 (14) |
| 11                                                    | Ivan Dinev           | Bulgária            | 177.18 | 54.30 (16) | 122.88 (6)  |
| 12                                                    | Stefan Lindemann     | Alemanha            | 176.70 | 60.70 (10) | 116.00 (10) |
| 13                                                    | Sergei Davydov       | Bielorrússia        | 170.51 | 56.70 (15) | 113.81 (13) |
| 14                                                    | Kristoffer Berntsson | Suécia              | 167.37 | 57.68 (13) | 109.69 (16) |
| 15                                                    | Sergei Dobrin        | Rússia              | 165.63 | 57.10 (14) | 108.53 (17) |
| 16                                                    | Anton Kovalevski     | Ucrânia             | 164.49 | 49.87 (22) | 114.62 (12) |
| 17                                                    | Gregor Urbas         | Eslovênia           | 162.95 | 52.99 (18) | 109.96 (15) |
| 18                                                    | Viktor Pfeifer       | Áustria             | 159.27 | 57.89 (12) | 101.38 (19) |
| 19                                                    | Karel Zelenka        | Itália              | 158.96 | 52.98 (19) | 105.98 (18) |
| 20                                                    | Adrian Schultheiss   | Suécia              | 149.10 | 54.19 (17) | 94.91 (22)  |
| 21                                                    | Jamal Othman         | Suíça               | 148.85 | 49.37 (23) | 99.48 (20)  |
| 22                                                    | Roman Serov          | Israel              | 148.10 | 50.05 (21) | 98.05 (21)  |
| 23                                                    | Ari-Pekka Nurmenkari | Finlândia           | 137.11 | 51.14 (20) | 85.97 (23)  |
| 24                                                    | Aidas Reklys         | Lituânia            | 128.51 | 46.12 (24) | 82.39 (24)  |
| Não avançaram para a patinação livre / programa longo |                      |                     |        |            |             |
| 25                                                    | John Hamer           | Reino Unido         | 45.99  | 45.99 (25) |             |
| 26                                                    | Zoltán Tóth          | Hungria             | 44.93  | 44.93 (26) |             |
| 27                                                    | Michael Chrolenko    | Noruega             | 44.22  | 44.22 (27) |             |
| 28                                                    | Przemysław Domański  | Polônia             | 42.55  | 42.55 (28) |             |
| 29                                                    | Trifun Zivanovic     | Sérvia e Montenegro | 42.38  | 42.38 (29) |             |
| 30                                                    | Igor Macypura        | Eslováquia          | 42.00  | 42.00 (30) |             |
| 31                                                    | Zeus Issariotis      | Grécia              | 38.53  | 38.53 (31) |             |
| 32                                                    | Alper Uçar           | Turquia             | 36.38  | 36.38 (32) |             |
| 33                                                    | Boris Martinec       | Croácia             | 35.05  | 35.05 (33) |             |
| 34                                                    | Adrian Matei         | Romênia             | 34.79  | 34.79 (34) |             |
| 35                                                    | Yediel Canton        | Espanha             | 34.52  | 34.52 (35) |             |

### Individual feminino

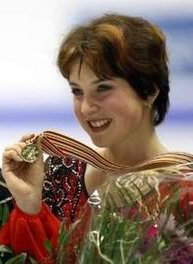
Medalhista de ouro Irina Slutskaya.

| Medalha de ouro                                       | Irina Slutskaya         | Rússia              | 193.24 | 66.43 (1)  | 126.81 (1) |
| Medalha de prata                                      | Elena Sokolova          | Rússia              | 177.81 | 60.88 (2)  | 116.93 (2) |
| Medalha de bronze                                     | Carolina Kostner        | Itália              | 172.45 | 60.04 (5)  | 112.41 (3) |
| 4                                                     | Sarah Meier             | Suíça               | 167.16 | 60.87 (3)  | 106.29 (4) |
| 5                                                     | Elene Gedevanishvili    | Geórgia             | 153.27 | 60.19 (4)  | 93.08 (6)  |
| 6                                                     | Kiira Korpi             | Finlândia           | 146.37 | 47.74 (11) | 98.63 (5)  |
| 7                                                     | Susanna Pöykiö          | Finlândia           | 144.75 | 56.05 (7)  | 88.70 (8)  |
| 8                                                     | Alisa Drei              | Finlândia           | 141.55 | 49.76 (9)  | 91.79 (7)  |
| 9                                                     | Viktoria Volchkova      | Rússia              | 131.88 | 57.08 (6)  | 74.80 (15) |
| 10                                                    | Annette Dytrt           | Alemanha            | 131.11 | 47.39 (12) | 83.72 (9)  |
| 11                                                    | Idora Hegel             | Croácia             | 127.15 | 48.63 (10) | 78.52 (11) |
| 12                                                    | Viktória Pavuk          | Hungria             | 126.88 | 50.70 (8)  | 76.18 (12) |
| 13                                                    | Tuğba Karademir         | Turquia             | 124.72 | 41.42 (17) | 83.30 (10) |
| 14                                                    | Júlia Sebestyén         | Hungria             | 121.90 | 46.61 (13) | 75.29 (13) |
| 15                                                    | Jelena Glebova          | Estônia             | 116.59 | 42.32 (14) | 74.27 (16) |
| 16                                                    | Sonia Radeva            | Bulgária            | 114.24 | 39.29 (21) | 74.95 (14) |
| 17                                                    | Nadège Bobillier        | França              | 112.88 | 41.89 (15) | 70.99 (19) |
| 18                                                    | Andrea Kreuzer          | Áustria             | 111.95 | 39.92 (20) | 72.03 (17) |
| 19                                                    | Valentina Marchei       | Itália              | 111.66 | 40.31 (19) | 71.35 (18) |
| 20                                                    | Teodora Poštič          | eslovênia           | 111.15 | 41.15 (18) | 70.00 (20) |
| 21                                                    | Martine Zuiderwijk      | Países Baixos       | 104.77 | 41.69 (16) | 63.08 (21) |
| 22                                                    | Ekaterina Proyda        | Ucrânia             | 96.47  | 37.17 (24) | 59.30 (22) |
| 23                                                    | Jacqueline Belenyesiová | Eslováquia          | 94.93  | 37.27 (23) | 57.66 (23) |
| 24                                                    | Lina Johansson          | Suécia              | 90.61  | 38.09 (22) | 52.52 (24) |
| Não avançaram para a patinação livre / programa longo |                         |                     |        |            |            |
| 25                                                    | Fleur Maxwell           | Luxemburgo          | 37.10  | 37.10 (25) |            |
| 26                                                    | Ivana Hudziecová        | República Tcheca    | 33.62  | 33.62 (26) |            |
| 27                                                    | Cindy Carquillat        | Suíça               | 31.10  | 31.10 (27) |            |
| 28                                                    | Željka Krizmanić        | Croácia             | 29.82  | 29.82 (28) |            |
| 29                                                    | Olga Zadvornova         | Letônia             | 29.62  | 29.62 (29) |            |
| 30                                                    | Kirsten Verbist         | Bélgica             | 29.16  | 29.16 (30) |            |
| 31                                                    | Ksenia Jastsenjski      | Sérvia e Montenegro | 23.00  | 23.00 (31) |            |
| 32                                                    | Rūta Gajauskaitė        | Lituânia            | 22.69  | 22.69 (32) |            |
| WD                                                    | Roxana Luca             | Romênia             | —      | — (WD)     |            |

### Duplas

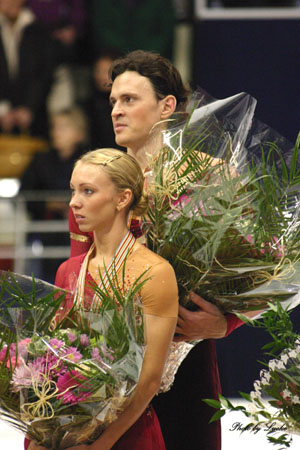
A dupla russa Tatiana Totmianina e Maxim Marinin conquistou pela quarta vez consecultiva a medalha de ouro no Campeonato Europeu.

| Pos.              | Nome                                | Nacionalidade    | Pontos | PC         | PL         |
| ----------------- | ----------------------------------- | ---------------- | ------ | ---------- | ---------- |
| Medalha de ouro   | Tatiana Totmianina / Maxim Marinin  | Rússia           | 195.87 | 68.04 (1)  | 127.83 (1) |
| Medalha de prata  | Aliona Savchenko / Robin Szolkowy   | Alemanha         | 188.08 | 64.46 (3)  | 123.62 (2) |
| Medalha de bronze | Maria Petrova / Alexei Tikhonov     | Rússia           | 187.04 | 66.07 (2)  | 120.97 (3) |
| 4                 | Julia Obertas / Sergei Slavnov      | Rússia           | 173.90 | 62.21 (4)  | 111.69 (4) |
| 5                 | Dorota Zagórska / Mariusz Siudek    | Polônia          | 153.67 | 49.53 (5)  | 104.14 (5) |
| 6                 | Marylin Pla / Yannick Bonheur       | França           | 138.20 | 47.04 (7)  | 91.16 (6)  |
| 7                 | Eva-Maria Fitze / Rico Rex          | Alemanha         | 134.44 | 46.02 (8)  | 88.42 (7)  |
| 8                 | Rebecca Handke / Daniel Wende       | Alemanha         | 130.70 | 47.81 (6)  | 82.89 (8)  |
| 9                 | Rumiana Spassova / Stanimir Todorov | Bulgária         | 116.40 | 38.87 (9)  | 77.53 (9)  |
| 10                | Julia Beloglazova / Andrei Bekh     | Ucrânia          | 108.95 | 36.45 (11) | 72.50 (10) |
| 11                | Stacey Kemp / David King            | Reino Unido      | 106.80 | 35.98 (13) | 70.82 (11) |
| 12                | Diana Rennik / Aleksei Saks         | Estônia          | 103.06 | 35.47 (14) | 67.59 (12) |
| 13                | Alina Dikhtiar / Filip Zalevski     | Ucrânia          | 101.02 | 36.04 (12) | 64.98 (13) |
| WD                | Olga Prokuronova / Karel Štefl      | República Tcheca | 37.51  | 37.51 (10) | — (WD)     |

### Dança no gelo

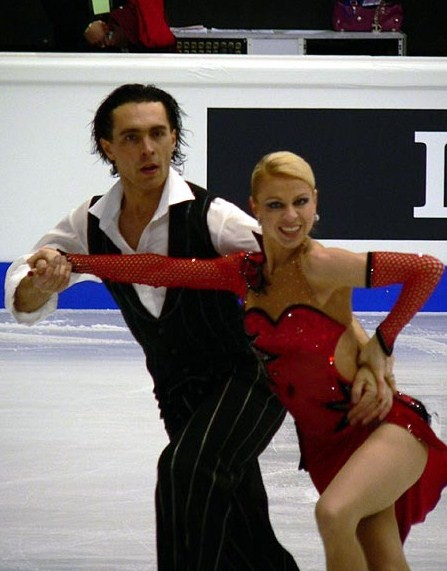
A dupla ucraniana Elena Grushina e Ruslan Goncharov conquistou a medalha de prata nesta edição.

| Pos.              | Nome                                    | Nacionalidade    | Pontos}} | DC         | DO         | DL         |
| ----------------- | --------------------------------------- | ---------------- | -------- | ---------- | ---------- | ---------- |
| Medalha de ouro   | Tatiana Navka / Roman Kostomarov        | Rússia           | 202.32   | 38.21 (3)  | 60.79 (1)  | 103.32 (1) |
| Medalha de prata  | Elena Grushina / Ruslan Goncharov       | Ucrânia          | 196.73   | 38.82 (1)  | 58.79 (3)  | 99.12 (4)  |
| Medalha de bronze | Margarita Drobiazko / Povilas Vanagas   | Lituânia         | 196.18   | 38.34 (2)  | 56.95 (5)  | 100.89 (2) |
| 4                 | Isabelle Delobel / Olivier Schoenfelder | França           | 194.49   | 35.66 (4)  | 59.02 (2)  | 99.81 (3)  |
| 5                 | Galit Chait / Sergei Sakhnovski         | Israel           | 188.91   | 34.79 (5)  | 57.03 (4)  | 97.09 (5)  |
| 6                 | Oksana Domnina / Maxim Shabalin         | Rússia           | 175.72   | 32.69 (7)  | 53.31 (6)  | 89.72 (6)  |
| 7                 | Federica Faiella / Massimo Scali        | Itália           | 167.86   | 33.21 (6)  | 51.54 (7)  | 83.11 (10) |
| 8                 | Sinead Kerr / John Kerr                 | Reino Unido      | 167.19   | 31.96 (8)  | 51.00 (9)  | 84.23 (7)  |
| 9                 | Kristin Fraser / Igor Lukanin           | Azerbaijão       | 165.62   | 30.06 (9)  | 51.52 (8)  | 84.04 (9)  |
| 10                | Jana Khokhlova / Sergei Novitski        | Rússia           | 162.65   | 28.64 (10) | 49.79 (10) | 84.22 (8)  |
| 11                | Nathalie Péchalat / Fabian Bourzat      | França           | 156.46   | 28.63 (11) | 47.61 (11) | 80.22 (11) |
| 12                | Nóra Hoffmann / Attila Elek             | Hungria          | 152.25   | 27.08 (13) | 45.64 (12) | 79.53 (12) |
| 13                | Christina Beier / William Beier         | Alemanha         | 151.04   | 28.62 (12) | 45.41 (13) | 77.01 (13) |
| 14                | Anastasia Grebenkina / Vazgen Azroyan   | Armênia          | 144.52   | 26.25 (14) | 44.09 (14) | 74.18 (14) |
| 15                | Alexandra Zaretski / Roman Zaretski     | Israel           | 138.47   | 22.70 (17) | 42.39 (15) | 73.38 (15) |
| 16                | Alexandra Kauc / Michał Zych            | Polônia          | 135.91   | 23.74 (16) | 39.20 (17) | 72.97 (16) |
| 17                | Julia Golovina / Oleg Voiko             | Ucrânia          | 135.87   | 24.53 (15) | 41.42 (16) | 69.92 (17) |
| 18                | Alessia Aureli / Andrea Vaturi          | Itália           | 128.07   | 20.89 (19) | 39.12 (18) | 68.06 (18) |
| 19                | Kamila Hájková / David Vincour          | República Tcheca | 127.77   | 22.31 (18) | 37.70 (20) | 67.76 (19) |
| 20                | Phillipa Towler-Green / Phillip Poole   | Reino Unido      | 122.92   | 20.84 (20) | 39.03 (19) | 63.05 (21) |
| 21                | Zsuzsanna Nagy / György Elek            | Hungria          | 118.89   | 18.91 (21) | 35.40 (21) | 64.58 (20) |
| 22                | Leonie Krail / Oscar Peter              | Suíça            | 109.94   | 17.80 (22) | 33.92 (22) | 58.22 (22) |

## Quadro de medalhas
| Ordem | País     | Medalha de ouro | Medalha de prata | Medalha de bronze |    | Ordem por total |
| ----- | -------- | --------------- | ---------------- | ----------------- | -- | --------------- |
| 1     | Rússia   | 4               | 1                | 1                 | 6  | 1               |
| 2     | Alemanha |                 | 1                |                   | 1  | 2               |
| 2     | Suíça    |                 | 1                |                   | 1  | 2               |
| 2     | Ucrânia  |                 | 1                |                   | 1  | 2               |
| 5     | França   |                 |                  | 1                 | 1  | 2               |
| 5     | Itália   |                 |                  | 1                 | 1  | 2               |
| 5     | Lituânia |                 |                  | 1                 | 1  | 2               |
| TOTAL | TOTAL    | 4               | 4                | 4                 | 12 | —               |